# Magnus Wislander
Magnus Wislander (Göteborg, 1964. február 22. –) svéd kézilabdázó, a Redbergslids IK másodedzője. 1990-ben a világ legjobbjának választották, 1999-ben az IHF szakértői neki ítélték az Évszázad kézilabdázója címet.
Első válogatott meccsét 1985. január 16-án játszotta Oroszország ellen. Az ezt követő csaknem két évtized meghatározó játékosa volt a svéd válogatottban, és a világ kézilabdájában egyaránt. A kiváló fizikai adottságai, 194 cm-es magasságához 94 kg társult, lehetővé tették, hogy több poszton is világszínvonalon tudjon teljesíteni. Wislander tiszteletére a THW Kiel csapata visszavonultatta a 2-es számú mezt, amelyben évekig szerepelt.
Utoljára a nemzeti csapatban 2004. október 19-én lépett pályára Kiel-ben, Németország ellen.

## Főbb sikerei
- 7-szeres német bajnok (1994, 1995, 1996, 1998, 1999, 2000, 2002)
- 3-szoros Német-kupa győztes (1998, 1999, 2000)
- 2-szeres EHF-kupa győztes (1998, 2002)
- 2-szeres Szuperkupa győztes (1996, 1998)
- 5-szörös svéd bajnok
- 2-szeres világbajnok (1990, 1999)
- 2-szeres világbajnoki ezüstérmes (1997, 2001)
- 2-szeres világbajnoki bronzérmes (1993, 1995)
- 4-szeres Európa-bajnok (1994, 1998, 2000, 2002)
- 3-szoros olimpiai ezüstérmes (1992, 1996, 2000)
- Legtöbb gólt ő szerezte a svéd válogatottban
- Legtöbbször ő volt svéd válogatott